# Алфред Ахо
Алфред Ваино Ахо (Тиминс, 9. август 1941) канадски је информатичар најпознатији по свом раду на програмским језицима, преводиоцима и сродним алгоритмима и уџбеницима о уметности и науци рачунарског програмирања.

## Каријера
Ахо је дипломирао инжењерску физику на Универзитету у Торонту а докторирао у области електротехнике/рачунарских наука на Универзитету Принстон. Радио је на истраживањима у Беловим лабораторијама најпре од 1967. до 1991. године, па од 1997. до 2002. године као потпредседник Истраживачког центра за рачунарство (Computing Sciences Research Center). Од 2011. године професор је на Катедри за рачунарске науке на Универзитету Колумбија. Био је председавајући на Катедри од 1995. до 1997. године, и поново на пролеће 2003. године.
Након дипломирања на Принстону, Ахо се придружио Истраживачком центру за рачунарство у Беловим лабораторијама где је осмислио ефикасне алгоритме регуларног изражавања и слагања узорака. Имплементирао их је у првим верзијама Уникс алата egrep и fgrep. Алгоритам fgrep постао је познат под називом Ахо-Корасикин алгоритам. Користи га неколико библиографских система за претрагу, укључујући онај који је развила Маргарет Ј. Корасик, и друге апликације за претраживање стрингова.
У Беловим лабораторијама, Ахо је блиско сарађивао са Стивом Џонсоном и Џефријем Улманом на развоју ефикасних алгоритама за анализу и превођење програмских језика. Стив Џонсон је користио LALR алгоритме за парсирање како би створио генератор парсера yacc, а Мајкл Е. Леск и Ерик Шмит користили су Ахоове алгоритме за усклађивање регуларних израза како би створили генератор лексера lex. Алати lex и yacc и њихови деривати коришћени су за развој фронт-енд компоненти многих данашњих преводилаца програмских језика.
Ахо и Улман написали су низ уџбеника о техникама компајловања који су кодификовали теорију релевантну за дизајн компајлера. Њихов уџбеник из 1977. године Принципи дизајна компајлера (Principles of Compiler Design) имао је зеленог змаја на предњој корици и постао је познат као "Књига о зеленом змају". Године 1986. Аху и Улману придружио се Рави Сети како би створили ново издање, „Књигу о црвеном змају“ (која је накратко приказана у филму „Хакери“ из 1995. године), а 2007. и Моника Лам да би створили „Књигу о љубичастом змају ". Књиге о змају најшире су коришћени уџбеници о компајлерима на свету.
Године 1974. Ахо, Џон Хопкрофт и Улман написали су Дизајн и анализу рачунарских алгоритама (Design and Analysis of Computer Algorithms), кодификујући нека од својих ранијих истраживања алгоритама. Ова књига постала је једна од најтраженијих у рачунарској науци током неколико деценија и помогла је подстицање стварања алгоритама и структура података као централног курса у наставном плану и програму информатике.
Ахо је такође познат по свом коауторству програмског језика AWK са Питером Ј. Вајнбергером и Брајаном Кернигеном ("А" означава "Аhо"). Од 2010. године Ејхоова истраживачка интересовања укључују програмске језике, преводиоце, алгоритме и квантно рачунање. Члан је Истраживачке групе за језике и преводиоце на Универзитету Колумбија (Language and Compilers research-group at Columbia University).
Укупно гледано, његови радови су цитирани 81.040 пута и он има х-индекс 66, од 8. маја 2019. године.
Алфред Ахо примио је многа престижна признања, укључујући IEEE-ову Медаљу Џона фон Нојмана (John von Neumann Medal) и чланство у Националној инжењерској академији (National Academy of Engineering). Изабран је за члана Америчке академије наука и уметности (American Academy of Arts and Sciences) 2003. године. Има почасне докторате са Универзитета у Ватерлоу, са Универзитета у Хелсинкију, са Универзитета у Торонту, и члан је Америчког удружења за унапређење науке (American Association for the Advancement of Science) , ACM-а (Association for Computing Machinery), Белових лабораторија и IEEE-а (Institute of Electrical and Electronics Engineers).
Два пута је био председавајући Саветодавног одбора Директората за рачунарске и информатичке науке и инжењерство Националне фондације за науку (Advisory Committee for the Computer and Information Science and Engineering Directorate of the National Science Foundation). Бивши је председник ACM-ове Посебне интересне групе за алгоритме и теорију рачунања (ACM Special Interest Group on Algorithms and Computability Theory).